# Мензелинск (аэродром)
Аэродром Мензели́нск — спортивный аэродром в Республике Татарстан, в 3-х километрах от города Мензелинск. На аэродроме базируется Мензелинский филиал Центрального Аэроклуба Республики Татарстан (принадлежит РОСТО), где выполняются спортивные прыжки с парашютом. Эпизодически используется также как аэропорт местных воздушных линий.

## Аэроклуб Мензелинск
На аэродроме базируются самолёты L-410, Ан-2, Ан-28, вертолёт Ми-2 а также несколько спортивных самолётов и планеров.
В аэроклубе выполняются прыжки в тандеме, спортивные прыжки с высоты 4000 метров. Ведется обучение по программе AFF и подготовка тандем-мастеров и инструкторов AFF. На территории аэроклуба работают столовая, гостиница, аренда парашютной техники, летние и зимние укладочные.
Травяное поле для посадки парашютистов имеет размеры 1700×800 метров.

### Чемпионат мира 2010
С 1 по 5 Августа 2010 года на аэродроме проходил Чемпионат Мира 2010 по парашютному спорту (19-й Чемпионат Мира по групповой парашютной акробатике, 14-й Чемпионат Мира по купольной акробатике, 8-й Чемпионат Мира по артистическим видам), посвященный 80-летию парашютного спорта в России.
В общекомандном первенстве команда России заняла 3-е место.
| 1 место | США     |
| 2 место | Франция |
| 3 место | Россия  |
| 4 место | Бельгия |
| 5 место | Канада  |

Источник:

## Катастрофы
- 10 октября 2021 года при взлёте с ВПП Мензелинск самолёт L-410 потерпел крушение. Погибло 16 человек[3].